# 894 Ерда
894 Ерда (894 Erda) — астероїд головного поясу, відкритий 4 червня 1918 року.
Тіссеранів параметр щодо Юпітера — 3,169.